# مدرسة غسلة الأولى
تعد مدرسة غسلة الأولى من أقدم مدارس منطقة الوشم افتتحت في بلدة غسلة القديمة باسم المدرسة السعودية بالقرائن.

## الموقع
مدرسة ابتدائية تعليمية تراثية، تقع بالقرب من البلدة القديمة في غسلة بالقرائن وسط إقليم الوشم شمال الرياض، وتتصل بمدينة شقراء الحالية من خلال طريق الملك فهد والتي تبعد قرابة 800م .

## التاريخ
أسست عام 1371 هـ، بأرض تبرع بها الشيخ سليمان بن علي السالم، كما تنص على ذلك لوحة تعريفية مثبتة على مدخلها.

## البناء
تتألف المدرسة من دور واحد، وتتخذ الشكل المربع الذي يبلغ طول ضلعه 25 متراً تقريباً، وكونة من مجموعة من الفصول الدراسية تحيط بفناء داخلي من الجهتين الشمالية الشرقية والجنوبية الغربية، ويلتف حول الفناء رواق مسقوف محمول على أعمدة اسطوانية لتأمين الظل للفصول، ويكون هذا الفناء كباحة مدرسية يقضي فيها الطلاب الإستراحات والأنشطة الرياضية. والى الجهة الغربية يوجد مصلى ودورات مياه ملحقة بالمدرسة. وللمدرسة مدخل وحيد من الجهة الشمالية الغربية، وتتميز بإرتفاع عال للسقف، وبوجود نوافذ خشبية طولية، مستطيلة الشكل متوسطة المساحة على واجهاتها. تم استخدام مواد البناء التقليدية في تشييد المدرسة، والتي إعتمدت على البيئة الطبيعية المحلية في إحضارها، فقد تم استعمال الطين اللبن في الجدران التي دعمت بأساسات من الحجر لتقويتها، ولتشييد الأسقف أستخدمت مرابيع وألواح خشبية مصقولة مع طبقة من الطين والجص لضمان عدم تسرب مياه الأمطار. وتم استخدام الجص الأبيض في لياسة الجدران وتغطية الأعمدة الحجرية، وكذلك في عمل بعض الحليات البسيطة حول النوافذ. المدرسة مهجورة وخارج الخدمة في الوقت الحاضر، لكنها لاتزال محافظة على حالتها الإنشائية الجيدة.

### مكونات الموقع
- أساسات من الحجر.
- حوائط من الطين.
- أعمدة حجرية أسطوانية الشكل.
- الفتحات مستطيلة الشكل.
- المدرسة مكونة من طابق واحد.
- الاسقف من خشب الاثل معغطاة بسعف النخيل ويعلوها طبقة من الطين والتبن.[1]